# Ammotrechella maguirei
Ammotrechella maguirei es una especie de arácnido  del orden Solifugae de la familia Ammotrechidae.

## Distribución geográfica
Se encuentra en las Islas Turcas y Caicos.